# Vroil

Vroil este o comună în departamentul Marne, Franța. În 2009 avea o populație de 120 de locuitori.